# Natura 2000-område nr. 61 Skånsø og Tranemose
Natura 2000-område nr. 61 Skånsø og Tranemose  er et habitatområde (H54), der  har et areal på  i alt 84 ha, hvoraf de 26,5 ha er vandareal; af dette er de 14 ha nedbrudt højmose, der nu er en brunvandet sø der er dannet ved tørvegravning. Den sydlige del af området består af Skånsø der er omgivet af lysåbne naturtyper og plantage mens den nordlige del, Tranemose består af nedbrudt højmose med omgivende hede og plantage. 
Der er ingen naturfredninger, men  ca. 98 % af området er beskyttet af naturbeskyttelseslovens § 3 , enten som hede, mose eller sø.
Natura 2000-området ligger omkring 5 km nordøst for Vinderup, kun få km nordvest for de store naturområder ved Flyndersø. 

## Skånsø
Skånsø  og   har et areal på  12,5 ha, og  er dannet i et dødishul og det topografiske
opland er kun ca. 110 ha. Oplandet er domineret af plantage samt våd og tør hede samt mindre arealer med tørvelavning. Søen er en lobeliesø med god vandkvalitet med en for typen karakteristisk vegetation med   flere sjældne arter. Området omkring Skånsø rummer flere mindre partier med tørvelavninger med forekomster af karakteristiske arter som liden ulvefod og soldug.

## Tranemose og dens omgivelser
Tranemose er en af resterne af et tidligere større moseområde vest for Flyndersø. Mosen er præget  af dårlige hydrologiske forhold. Midt i mosen er der en sekundær brunvandet sø dannet i forbindelse med tørvegravning omkring århundredeskiftet, ligesom der  omkring søen er gravet eller skrabet tørv.  
Den nedbrudte højmose i Tranemose har et opland på ca. 135 ha. med bl.a. tør hede og  plantage. Hederne er flere steder under tilgroning med buske og træer. Der findes også
mindre områder med jord i omdrift samt fire småsøer. Søen i Tranemose, domineres under vandet helt af tørvemosser, som vil få søen til, i et meget langt tidsperspektiv, at 
vokse til og forsvinde til fordel for regeneration af hængesæk og sekundær aktiv højmose.

## Videre forløb
Natura 2000-planen blev vedtaget i 2011, hvorefter kommunalbestyrelserne
og Naturstyrelsen udarbejdede bindende handleplaner for
gennemførelsen af planen.  Planen videreføres og videreudvikles i senere planperioder. Natura 2000-området ligger i  Holstebro Kommune, og naturplanen  koordineres med vandplanen for 1.2 Hovedvandopland Limfjorden 

## Eksterne kilder og henvisninger
1. 1 2 3  Miljøstyrelsen Midtjylland (juni 2023). "Naturplan 2022-2027  Natura 2000-område nr.     61 Skånsø og Tranemose" (PDF). mst.dk. Miljøstyrelsen. Arkiveret (PDF) fra originalen 6. juni 2024. Hentet 6. juni 2024.
2. 1 2 3  
Miljøstyrelsen Midtjylland (november 2021). "Revideret basisanalyse 2022-2027  Natura 2000-område nr.   61 Skånsø og Tranemose" (PDF). mst.dk. Miljøstyrelsen. Arkiveret (PDF) fra originalen 6. juni 2024. Hentet 7. juni 2024.
3. ↑  "Natura 2000-planlægning 2022-2027". mst.dk. Miljøstyrelsen. 2023. Arkiveret fra originalen 29. marts 2024. Hentet 11. maj 2024.
4. ↑  "Hovedvandopland 1.2 Limfjorden 2009 – 2015" (PDF). mst.dk. Miljøministeriet Naturstyrelsen. Arkiveret fra originalen (PDF) 6. juni 2024. Hentet 6. juni 2024.

- Kort over området på miljoegis.mim.dk
- Tranemose Arkiveret 15. november 2019 hos  Wayback Machine på Det Nationale Overvågningsprogram for Vandmiljø og Natur (NOVANA) under Miljøstyrelsen
- "Plandokumenter for Natura 2000-områderne i Jylland Vest for perioden 2022-2027". Miljøstyrelsen. Arkiveret fra originalen 7. juni 2024. Hentet 7. juni 2024.